# Гиллиган, Кэрол
Кэрол Ги́ллиган (англ. Carol Gilligan, род. 28 ноября 1936, Нью-Йорк, Нью-Йорк) — американский психолог, социолог, феминистка, основоположница «этики заботы».
В 1996 году была названа одной из 25 самых влиятельных людей Америки по версии журнала Time.

## Биография
Гиллиган родилась в семье еврейского юриста Вилльяма Фридмана и школьной учительницы Мэйбл Каминес в Нью-Йорке. Получила степень бакалавра по английской литературе в Суортмор-колледж (1958 г.), степень магистра по клинической психологии в Рэдклифф-колледже (1961 г.) и защитила докторскую диссертацию («Responses to Temptation: An Analysis of Motives») в Гарвардском университете (1964 г.). Преподавала в Чикагском, Гарвардском университете, где получила звание «ассистента-профессора» в 1971 году. В 1986 году была назначена профессором. В 2002 преподавала на кафедре гуманитарных наук и прикладной психологии в Нью-Йоркском университете. В 2003—2009 годах — приглашённый профессор Кэмбриджского университета.
Замужем за Джеймсом Гиллиганом, руководителем Исследовательского центра по вопросам насилия Гарвардской медицинской школы.

## «Иным голосом»
Главным произведением Гиллиган признана книга «Иным голосом. Психологическая теория и развитие женщин» (англ. In a Different Voice), изданная в 1982 году. В основе исследования лежит спор Гиллиган с теорией морального развития Лоренца Кольберга. Согласно его теории девочки в своем моральном развитии уступают мальчикам. Если девочки остаются на конвенциональной ступени моральных рассуждений (следование моральным принципам, принятым в ближайшем окружении), то мальчики достигают постконвенциональной (руководство собственными моральными суждениями). Гиллиган не соглашается с тезисом о неполноценности женской морали, поскольку она всегда оценивалась с точки зрения «мужской» морали.
Причина различий между двумя видами морали лежит, по мнению Гиллиган, в особенностях гендерного развития и взросления. К 3 годам, когда дети начинают осознавать свою половую принадлежность, мальчики противопоставляют себя матери. Их взросление связано с возрастанием внутренней автономии. Именно поэтому ключевая моральная проблема мужчин — защита фундаментальных прав на самоопределение, решается в дальнейшем на языке права, абстрактной справедливости.
В это время девочки не противопоставляют, а отождествляют себя с фигурой матери. Таким образом, фундаментальная проблема сохранения взаимосвязи между людьми решается женщинами на языке заботы и любви. В женской этике на место абстрактным требованиям справедливости приходят «нюансы ситуаций, порождающих моральные проблемы, и уникальность людей, вовлеченных в них».
Книга «Иным голосом» вызвала неоднозначную реакцию — многие исследователи ставили под сомнение достоверность данных, использованных в исследовании. Однако именно работа Гиллиган привела к началу осмысления феномена заботы в феминизме, построению феминистской этики на новых, свободных от традиционного патриархального взгляда, началах. Цель своей работы автор книги видела в том, чтобы дать более чёткое представление о развитии женщин, которое позволило бы психологам, а также другим людям, следовать его курсу и понять некоторые особенности в формировании личности женщин, их нравственном развитии в подростковом и взрослом возрасте.
Книга Кэрол Гиллиган была названа издательством Гарвардского университета «маленькой книгой, положившей начало революции». Впервые в социологическом учении прозвучал голос женщины, усомнившейся в ценности универсальных стандартов морали и первой заявившей о том, что психология женщин всегда рассматривалась в отрыве от действительности. Как правило, авторитетными психологами были мужчины, которые постоянно и систематически неправильно понимали женщин: их мотивы поступков, моральные обязательства, ход психологического роста и особый взгляд на то, что важно в жизни. Она впервые предложила рассматривать взаимозависимость женщин и мужчин с точки зрения моральных действий, впервые предложив изменить традиционные представления о женщинах в психологической науке и переориентировать взгляд на них с учётом их личных убеждений и представлений.
В своём исследовании Гиллиган дискутирует с психологом Кольбергом, чьё влиятельное исследование стало основой теории нравственного развития, справедливости и прав. Гиллиган отмечает, что Кольберг в своём исследовании изучал только привилегированных белых мужчин и мальчиков, не давая голоса женщинам. Она отметила, что мужчины и женщины социализированы, поэтому говорят «разными моральными голосами». Хотя многие считают, что гендерное равенство требует, чтобы мужчин и женщин считали практически одинаковыми, Гиллиган пишет о «феминизме различий», считая, что мужчины склонны мыслить с точки зрения правил и справедливости, а женщины более склонны мыслить, руководствуясь понятиями заботы и отношений.
Журналистка The Washington Post Эллен Гудман (англ. Ellen Goodman), получившая в 1980 году Пулитцеровскую премию за комментарий, назвала работу Гиллиган «самой проницательной книгой о женщинах, мужчинах и различиях между ними». Гиллиган инициировала создание первой кафедры гендерных исследований и Гарвардского проекта по женской психологии и развитию девочек, а также стала автором или соавтором нескольких книг в области исследования женской психологии
Книга переведена на шестнадцать языков, по всему миру было продано более 700 000 экземпляров

## Критика
Кристина Хофф Соммерс возразила, что Гиллиган не предоставила никаких надёжных данных для своих тезисов, а только жизненные наблюдения, и что некоторые из её данных оказались вымышленными, поскольку она отказалась сделать их общедоступными. Её утверждения не подтверждены исследованиями, и их сначала нужно будет оценить с помощью неврологии и эволюционной психологии.
Дебра Нейлз обвинила Гиллиган в выборочном отборе образцов, и эту процедуру следовало назвать литературной, а не научной.

## Публикации
- 1982: In a Different Voice: Psychological Theory and Women’s Development : ISBN 978-0-674-44544-4.
- 1989: Mapping the moral domain: a contribution of women’s thinking to psychological theory and education : ISBN 978-0-674-54831-2.
- 1992: Meeting at the crossroads: women’s psychology and girls' development (совместно с Brown, Lyn M.) :ISBN 978-0-674-56464-0.
- 2002: The birth of pleasure : ISBN 978-0-679-44037-6.
- 2008: Kyra: a novel : ISBN 978-1-4000-6175-4.
- 2009: The deepening darkness: patriarchy, resistance, & democracy’s future (совместно с Richards, David A.J.) : ISBN 978-0-521-89898-0.
- 2011: Joining the resistance : ISBN 978-0-7456-5170-5.
- 2018: Why does patriarchy persist? (совместно с Snider, Naomi) : ISBN 978-1-5095-2913-1.
- 2013: Contre l’indifférence des privilégiés: à quoi sert le care (совместно с Hochschild, Arlie; Tronto, Joan) : ISBN 978-2-228-90877-1.
- 2018: Darkness now visible: patriarchy’s resurgence and feminist resistance (совместно с Richards, David A.J.) : ISBN 978-1-108-47065-0.

На русском языке
- Иным голосом. Психологическая теория и развитие женщин // Этическая мысль: Научн.-публицист. чтения. 1991 /Общ. ред. А. А. Гусейнова. — М.: Республика, 1992.
- Почему патриархат все ещё существует? — М.: Издательский дом ВШЭ, 2020 (в соавторстве с Наоми Снайдер).